# Menagaray-Beotegui
Menagaray-Beotegui (en euskera y oficialmente Menagarai-Beotegi) es un concejo del municipio de Ayala, en la provincia de Álava. 

## Historia
Fue creado en 1976 por fusión de los concejos de Menagaray y Beotegui.

## Localidades
El concejo está formado por dos localidades:
- Beotegui (en euskera y oficialmente Beotegi)
- Menagaray (en euskera y oficialmente Menagarai)

## Demografía
| Gráfica de evolución demográfica de Menagaray-Beotegui entre 2000 y 2017 |
|                                                                          |
| Población de derecho según los censos de población del INE.              |